# Chinnachowk
Chinnachowk é uma vila no distrito de Cuddapah, no estado indiano de Andhra Pradesh.

## Demografia
Segundo o censo de 2001, Chinnachowk tinha uma população de 64 053 habitantes. Os indivíduos do sexo masculino constituem 51% da população e os do sexo feminino 49%. Chinnachowk tem uma taxa de literacia de 71%, superior à média nacional de 59.5%, sendo de 78% entre homens e 64% entre mulheres. 11% da população está abaixo dos 6 anos de idade.